# Ezeritas

Mapa del Peloponeso durante la Edad Media.

Los Ezeritas (en griego: Ἐζερῖται) eran una tribu eslava que se asentó en el Peloponeso, en el sur de Grecia, durante la Edad Media. En las primeras décadas del siglo VII, las tribus eslavas (Sclaveni) se asentaron en todos los Balcanes tras el colapso de la defensa del Imperio Bizantino en la frontera del Danubio, y algunos grupos llegaron hasta el sur del Peloponeso. Los esclavenos se asentaron a menudo en pequeños grupos (es decir, familias y clanes) y su impacto demográfico en la Grecia continental fue débil y difuso. De ellos, dos grupos son conocidos por su nombre en fuentes posteriores, los Ezeritas y los Melingos, ambos asentados en las laderas del Monte Taigeto.

## Etimología
Al parecer, los ezeritas se asentaron en la zona conocida como Helos (pantano en griego), de donde deriva su nombre (ezero en eslavo del sur significa "lago").

## Historia
Los ezeritas se mencionan en el De Administrando Imperio del emperador bizantino Constantino VII Porfirogéneta (r. 945-959), que recoge que pagaban un tributo de 300 nomismata de oro. El emperador también señala que se habían rebelado, junto con los melingos, durante el reinado de Romano I Lecapeno (r. 920-945), pero que fueron derrotados por el strategos Krinites Arotras y obligados a pagar un doble tributo como consecuencia. A partir de entonces no se les menciona, salvo una referencia a un obispado de Ezera en la zona, que data de 1340.

### Citas
1. ↑  Kazhdan, 1991, pp. 1620, 1917.
2. ↑  Trombley, 1993, pp. 438–439.
3. ↑  Kazhdan, 1991, p. 772.